# Karin Åström Iko
Rut Karin Åström Iko, född den 17 juli 1967 i Luleå, är en svensk arkivarie. Sedan 2016 är hon riksarkivarie och chef för Riksarkivet. Åren 2003–2009 var hon ordförande för fackförbundet DIK, och 2009–2012 var hon krigsarkivarie och chef för Krigsarkivet.
Karin Åström Iko är gift med militärhistorikern Per Iko.

## Utmärkelser
- 3:e klassen av Furstinnan Olgas orden,  23 augusti 2024[2]

[Redigera Wikidata]